# Enea Piccolomini (filologo)
Enea Piccolomini (Siena, 18 gennaio 1844 – Siena, 30 gennaio 1910) è stato un grecista, filologo classico e bibliotecario italiano, docente di letteratura greca nelle Università di Pisa e di Roma, socio corrispondente dell'Accademia dei Lincei.

## Biografia
Nato a Siena nel 1844, discendente da un'illustre famiglia di origine toscana, Enea Piccolomini, dopo la laurea in Giurisprudenza presso l'Università degli Studi di Siena, seguì corsi di filologia a Berlino ma frequentò anche le lezioni  dell'epigrafista Adolf Kirchhoff e dello storico Theodor Mommsen, dai quali ebbe modo di apprendere metodologie rigorose e d'impronta positivista, difformi dall'indirizzo umanistico e retorico prevalente in Italia negli studi classici.
Nel biennio 1869 - 1870, Piccolomini fu volontario alla Biblioteca Laurenziana, per poi trovare impiego nella Biblioteca comunale senese, affiancando il vecchio direttore. Nel novembre 1871 iniziò la carriera accademica come incaricato di letteratura greca all'Istituto di studi superiori di Firenze e, nell'anno successivo, fu assistente di letteratura greca e latina.
Nel 1874 fu nominato professore straordinario di letteratura greca nell'Università di Pisa e nella sua lezione inaugurale "Sulla essenza e sul metodo della filologia classica" espose un programma di lavoro per gli studi classici. Cinque anni più tardi divenne ordinario per la stessa cattedra, succedendo a Domenico Comparetti.
Nel 1889 Piccolomini si trasferì all'ateneo romano dove ben presto, alla fine dell'anno successivo, avvertì i primi sintomi della grave malattia che lo costringerà a lasciare l'insegnamento; venne sostituito da Nicola Festa, morendo poi nel 1910, a sessantasei anni.
La sua produzione, non particolarmente corposa, si caratterizza per il metodo scientifico, tipico della scuola germanica. Tra le sue collaborazioni si possono citare quella con la rivista tedesca Hermes e con la Rivista di filologia e di istruzione classica di Torino. Nel 1882 aveva fondato il periodico Studi di filologia greca, che però cessò le pubblicazioni tre anni dopo.
Oltre che di filologia classica, Piccolomini si occupò di studi bizantini.
A testimonianza di questi interessi, si può citare l'opera, pubblicata nel 1879, Estratti inediti dai codici greci della biblioteca mediceo-laurenziana, che contiene annotazioni su testi di Gregorio Nazianzeno e Massimo Planude.

## Opere
- Lettere volgari del secolo XIII scritte da senesi, con Cesare Paoli, Bologna, G. Romagnoli, 1871. Ristampa anastatica: Bologna, Commissione per i testi di lingua, 1968.
- Alcuni documenti inediti intorno a Pio II e a Pio III, Siena, Tipografia dell'Ancora di G. Bargellini, 1871.
- Intorno ai Collectanea di Massimo Planude, in "Rivista di filologia e d'istruzione classica" , A.2 (1874), P. 149-163.
- Sull'essenza e sul metodo della filologia classica, Firenze, Tipografia editrice dell'Associazione, 1875.
- Estratti inediti dai codici greci della biblioteca mediceo-laurenziana, Pisa, Tipografia T. Nistri, 1879.
- Sulla morte favolosa di Eschilo, Sofocle, Euripide, Cratino, Eupoli, Pisa, Tipografia T. Nistri e C., 1883.
- I carmi di Eroda recentemente scoperti, in "Nuova antologia di scienze, lettere ed arti", Serie 3 v. 38 (1892) p. 706-730.
- Sui frammenti del romanzo di Nino e della Hekale di Callimaco, in "Nuova antologia di scienze, lettere ed arti", Serie 3 v. 46 (1893) p. 490-507.
- Index codicum Graecorum Bibliothecae Angelicae ad praefationem additamenta, Firenze-Roma, Tipografia F.lli Bencini, 1898.